# Suzanne Fouché
Suzanne Eugénie Fouché, née le 25 novembre 1901 à Épreville-près-le-Neubourg et morte le 7 septembre 1989 à Saint-Jacques-sur-Darnétal,, est atteinte de la tuberculose à l'âge de 18 mois et gravement handicapée à l'âge de 18 ans. 
En 1929, elle fonde l'Association pour l'insertion sociale et professionnelle des personnes handicapées (ADAPT). Cette association connaît alors un fort développement en raison des nombreux invalides de la Première Guerre mondiale.

## Biographie

### Une jeunesse normande
Le Neubourg, comme sa commune voisine d'Épreville à la Belle Époque, reste une commune rurale normande où a lieu régulièrement le marché aux bestiaux. Son père est professeur au lycée Corneille d'Elbeuf, actuellement lycée André-Maurois. Très pieuse dans son enfance, elle laisse derrière elle de nombreux écrits mystiques catholiques, dont seuls ses écrits adultes ont été conservés. Le seul texte qui nous semble quasi personnel pour pas dire une autobiographie mystique[pas clair] est La souffrance école de la vie, écrit en 1933 et publié en mai 1934 (1977 pour sa forme définitive).

### Une érudite infirme
L'année 1934 marque la montée en puissance de l'ADAPT en tant qu'organisme de défense du handicap et des handicapés. Entre temps, Suzanne Fouché fait la connaissance de François Mauriac, écrivain catholique proche des Bénédictins de la rue Monsieur de Paris. Dans ce cercle, on compte des convertis au catholicisme dans la lignée de Paul Claudel et de Jacques et Raïssa Maritain. Pour eux, la souffrance n'est pas un mal mais un chemin vers Dieu. Ce dolorisme, très présent dans la littérature d'avant garde du début du XXe siècle, témoigne d'un mal être du siècle où la technique ne répond plus aux besoins fondamentaux de l'homme. C'est ainsi qu'à travers la vie de Suzanne Fouché le handicap rejoint la littérature et cesse d’être une malédiction, qui à cette époque était cachée[pas clair]. Outre François Mauriac, elle a pour connaissance Louis Massignon, fin connaisseur des religions orientales et de l'islam en particulier. Cela est relaté dans l'ouvrage dirigé par Jacques Keryell, Massignon et ses contemporains.

### Liens avec les Croix-de-Feu
L'entre-deux-guerres voit naître des ligues républicaines d’extrême-droite, notamment les Croix-de-Feu,, cercle d'anciens combattants regroupés tout d'abord autour du colonel Maurice d'Hartoy puis, après sa mort, du colonel François de La Rocque. Ce dernier est profondément républicain et prône un nationalisme non-raciste ; des prêtres comme Jules Saliège, le rabbin Jacob Kaplan et le pasteur Théodore Monod s'expriment régulièrement à la tribune. Suzanne Fouché sert alors d’égérie à ce mouvement.

### Ladapt
Ladapt est une association d'entraide entre handicapés afin de favoriser leur rééducation et leur insertion professionnelle. Le Centre Joseph-Arditti est le premier centre de rééducation, ouvert en 1960 à Quessigny, le Buisson Fallut près de Saint-André-de-l’Eure, par Suzanne Fouché.

### Une expérience féconde
Son expérience inspira nombre d'associations, comme celle de Simon de Cyrène dans le Sud de la France. dont il partage l'idéal de Simon de Cyrène se retrouvent aussi dans la mystique de Suzanne Fouché[pas clair]. Simon de Cyrène est un apôtre célébré pour sa difficulté à communiquer avec les autres et par analogie elle reflète le handicap.Ce dernier est désigné lors de la passion du Christ pour porter la Croix[pas clair]. Elle symbolise aussi l'épreuve du handicap pour la famille et les aidants.

## Publications
- 1933 : Souffrance, école de Vie : Prix Maurice-Trubert 1934 de l'Académie française[19]
- 1937 : Le chemin de croix du Cyrénéen
- 1937 : Aide-Mémoire de l’enquêteur
- 1938 : Supplément à l'aide-mémoire de l'enquêteur
- 1942 : Pour le jeune. Lois sociales appliquées
- 1944 : Le Quart'heure du chef
- 1946 : Homme qui êtes-vous, essai de morpho-psychologie
- 1954 : Malade mon frère
- 1955 : L'adaptation au travail diminué physique
- 1981 : J'espère un grand espoir

## Hommages
- Une rue à Epreville près du Neubourg dans l'Eure s'appelle depuis 2001 rue Suzanne-Fouché.
- Une rue à Chatillon, dans les Hauts-de Seine, s'appelle allée Suzanne-Fouché.
- Un cercle de réflexion intellectuelle sur le handicap à Metz, en Meurthe-et-Moselle, s'appelle Cercle Suzanne-Fouché.